# Abbey Hey F.C.
Câu lạc bộ bóng đá Abbey Hey là một câu lạc bộ bóng đá có trụ sở tại khu vực Abbey Hey của Gorton, Manchester, Anh. Đội hiện là thành viên của North West Counties League Division One South và chơi tại Sân vận động Abbey. Câu lạc bộ là thành viên đầy đủ của Manchester Football Association.

## Lịch sử
Câu lạc bộ được thành lập vào năm 1902 với tên gọi Abbey Hey W.M.C. Đội gia nhập Division One South của Manchester League năm 1970, và sau khi vô địch Division One vào năm 1970-71, họ được thăng hạng lên Premier Division vào cuối mùa giải 1971-72. Đội tiếp tục vô địch Premier Division vào các mùa giải 1981-82, 1988-89, 1990-91, 1993-94 và 1994-95. Sau khi kết thúc với vị trí á quân trong các năm 1997-98, câu lạc bộ đã được thăng hạng lên Division Two của North West Counties League. Đội là á quân trong mùa giải đầu tiên ở hạng đấu này, kết quả là thăng hạng Division One.
Trong mùa giải 2009-10, câu lạc bộ đứng cuối Premier Division (vì Division One đã được đổi tên vào năm 2008) và bị xuống hạng ở Division One. Họ đã được thăng hạng trở lại Premier Division sau khi kết thúc với tư cách á quân ở Division One trong mùa giải 2012-13. Trong mùa giải 2018-19,, câu lạc bộ xếp cuối bảng Premier Division và bị xuống hạng ở Division One South.

## Sân vận động

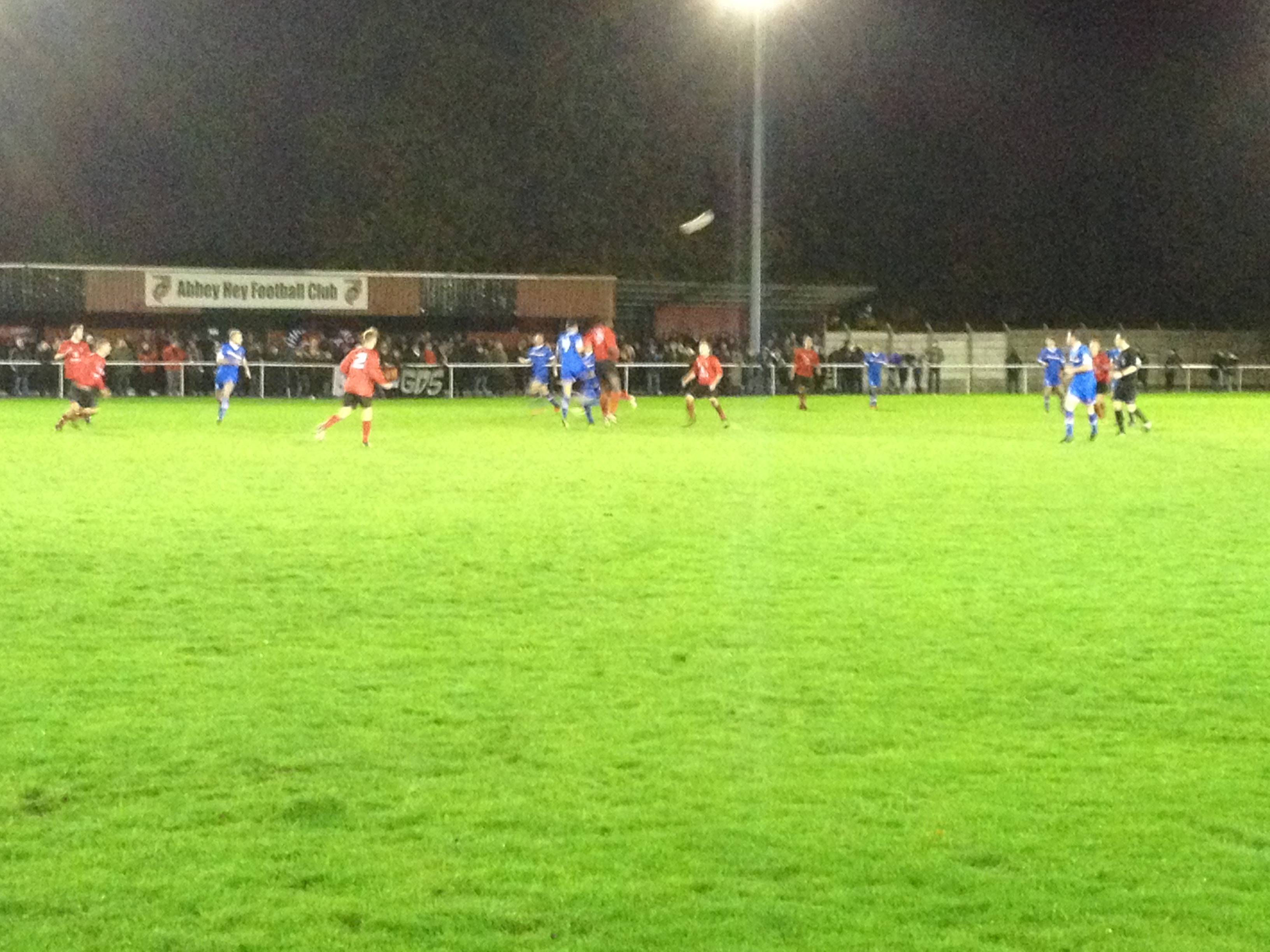
Abbey Hey với F.C. United of Manchester trên Sân vận động Abbey vào tháng 11 năm 2016

Sau khi gia nhập Manchester League, câu lạc bộ được yêu cầu phải có sân kín, và chuyển đến St Werburghs Road ở Chorlton-cum-Hardy. Tuy nhiên, hai năm sau, họ buộc phải rời đi, lần này chuyển trở lại Abbey Hey, khu đất dành cho ủy viên hội đồng Godfrey Erman.
Sau 18 năm tại Godfrey's, câu lạc bộ được yêu cầu chuyển ra ngoài. Họ đã trải qua hai mùa giải thi đấu tại sân vận động English Steel, trong thời gian đó, họ thương lượng mua mảnh đất ở Đại lộ Goredale ở Gorton và xây dựng một sân mới, Sân vận động Abbey. Sân vận động được bao bọc hoàn toàn với một hội quán lớn ở một bên của sân có hai khu vực quầy bar. Đối diện với nhà câu lạc bộ là một khu vực nhỏ có mái che có chỗ ngồi kiểu băng ghế cơ bản ở mỗi đầu với khu vực đứng ở giữa.

## Danh hiệu
- North West Counties League
  - Vô địch Challenge Cup 2009-10
- Manchester League
  - Vô địch Premier Division 1981-82, 1988-89, 1991-92, 1993-94, 1994-95
  - Vô địch Division One South 1970-71
  - Vô địch Open Trophy 1992-93, 1995-96, 1996-97
  - Vô địch Gilcryst Cup 1976-77, 1988-89
- South East Lancs League
  - Vô địch 1966-67, 1968-69
  - Vô địch League Shield 1965-66
- Manchester Amateur League
  - Vô địch 1964-65
- Manchester United Memorial Cup
  - Vô địch 1965-66
- Manchester County Amateur Cup
  - Vô địch 1964-65, 1967-68, 1968-69

## Kỉ lục
- Thành tích tốt nhất tại Cúp FA: Vòng loại thứ hai 2012-13, 2015-16[4]
- Thành tích tốt nhất tại FA Vase: Vòng Ba, 2002-03[4]
- Kỉ lục số khán giả: 1.461 với FC United of Manchester, 2006-07